# Concours international de violon Niccolò-Paganini
Pour les articles homonymes, voir Paganini (homonymie).

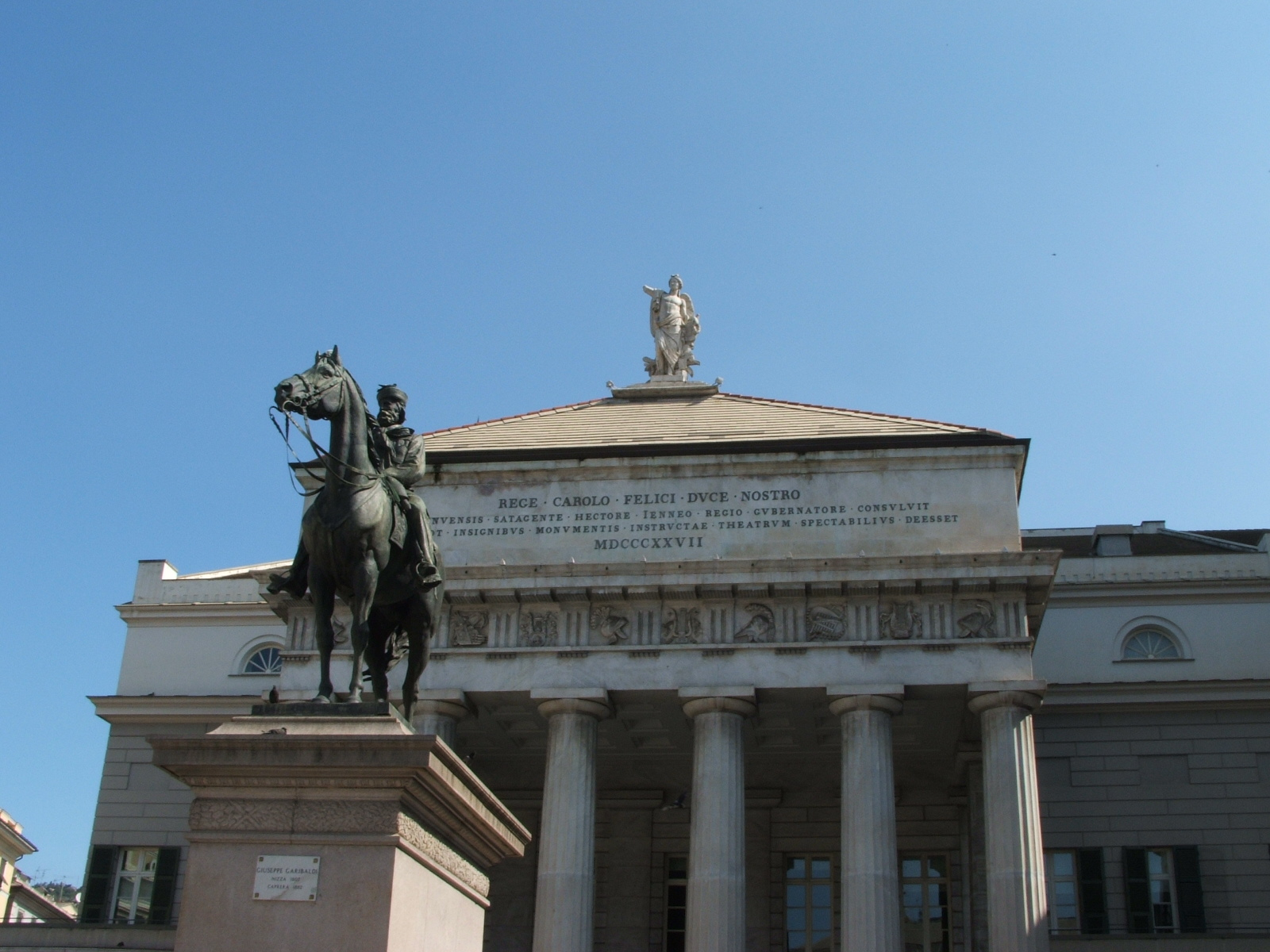
Le théâtre Carlo Felice.

Le Concours international de violon Niccolò-Paganini (Concorso internazionale di violino Niccolò Paganini ou Premio Paganini en italien) est un concours international de violon qui porte le nom du célèbre virtuose et fondateur de la technique contemporaine du violon Niccolò Paganini. Créé en 1954, il se passe depuis pendant les mois de septembre et octobre. Le « Concours Paganini » est l'un des concours de violon les plus importants. Depuis 2004, il se tient tous les deux ans au théâtre "Carlo Felice" de Gênes, en Italie. Le concours Niccolò-Paganini est reconnu par la Fédération mondiale des concours internationaux de musique (World Federation of International Music Competitions). Il y a trois niveaux de compétition: éliminatoires, les demi-finales et les finales et le répertoire qui est joué comprend solos de violon, violon et piano d'accompagnement, et le violon et orchestre. En 2010, le concours a connu des problèmes économiques et n'a repris son édition qu'en 2015, avec une périodicité triennale, puis de nouveau biennale.

## Participation
Les candidats sont de toutes nationalités âgés de moins 34 ans.

## Concours
- Éliminatoires : répertoire des éliminatoires comprend deux pièces pour violon seul ou violon avec accompagnement de piano et deux Caprices parmi les 24 Caprices, Op.1 M.S. 25 pour violon seul.
- Demi-finales : trois ou quatre pièces pour violon seul ou violon et piano, une pièce de virtuosité de Paganini, et une pièce contemporaine.
- Finale : deux morceaux avec orchestre qui peuvent être un concerto en entier ou un mouvement d'un concerto. Un des deux morceaux est toujours de Paganini.

## Jury
Le jury est composé de huit membres, tous musiciens, généralement violonistes, mais parfois compositeurs, chefs d'orchestre, ou autres.

## Premiers prix
| Année | Lauréats              | Pays                     |
| ----- | --------------------- | ------------------------ |
| 1956  | György Pauk           | Hongrie                  |
| 1956  | Gérard Poulet         | France                   |
| 1958  | Salvatore Accardo     | Italie                   |
| 1959  | Stuart Canin          | États-Unis               |
| 1961  | Emil Kamilarov        | Bulgarie                 |
| 1962  | Maryvonne Le Dizes    | France                   |
| 1963  | Oleh Krysa            | Union soviétique         |
| 1964  | Jean-Jacques Kantorow | France                   |
| 1965  | Victor Pikaisen       | Union soviétique         |
| 1967  | Grigori Zhislin       | Union soviétique         |
| 1968  | Miriam Fried          | Israël                   |
| 1969  | Gidon Kremer          | Union soviétique         |
| 1971  | Mose Sekler           | Union soviétique         |
| 1972  | Eugene Fodor          | États-Unis               |
| 1973  | Alexander Kramarov    | Union soviétique         |
| 1975  | Yuri Korchinski       | Union soviétique         |
| 1976  | Lenut¸a Ciulei        | Roumanie                 |
| 1977  | Ilya Grubert          | Union soviétique         |
| 1978  | Eugen Sârbu           | Roumanie                 |
| 1979  | Florin Paul           | Roumanie                 |
| 1981  | Ilya Kaler            | Union soviétique         |
| 1985  | Dmitri Berlinsky      | Union soviétique         |
| 1987  | Lu Siqing             | Chine                    |
| 1988  | Leonídas Kavákos      | Grèce                    |
| 1990  | Natalia Prischepenko  | Union soviétique         |
| 1991  | Massimo Quarta        | Italie                   |
| 1992  | Julia Krasko          | Russie                   |
| 1993  | Isabelle Faust        | Allemagne                |
| 1994  | Bin Huang             | Chine                    |
| 1996  | Soovin Kim            | États-Unis               |
| 1997  | Giovanni Angeleri     | Italie                   |
| 1998  | Ilya Gringolts        | Russie                   |
| 1999  | Sayaka Shoji          | Japon                    |
| 2000  | Natalia Lomeiko       | Nouvelle-Zélande/ Russie |
| 2001  | Mariusz Patyra (en)   | Pologne                  |
| 2002  | Mengla Huang          | Chine                    |
| 2006  | Feng Ning             | Chine                    |
| 2015  | In Mo Yang            | Corée du Sud             |
| 2018  | Kevin Zhu             | États-Unis               |
| 2021  | Giuseppe Gibboni      | Italie                   |
| 2023  | Simon Zhu             | Allemagne                |
|       |                       |                          |

## Classement des vainqueurs et finalistes par nationalités
| 11 | Union soviétique |
| 4  | Italie           |
| 4  | Chine            |
| 3  | France           |
| 3  | Roumanie         |
| 3  | États-Unis       |
| 2  | Russie           |
| 1  | Bulgarie         |
| 1  | Allemagne        |
| 1  | Japon            |
| 1  | Grèce            |
| 1  | Israël           |
| 1  | Nouvelle-Zélande |
| 1  | Pologne          |
| 1  | Hongrie          |

| 43 | Japon              |
| 37 | Union soviétique   |
| 26 | France             |
| 24 | États-Unis         |
| 20 | Italie             |
| 13 | Pologne            |
| 12 | Roumanie           |
| 11 | Allemagne          |
| 8  | Bulgarie           |
| 8  | Russie             |
| 8  | Corée du Sud       |
| 7  | Israël             |
| 6  | Chine              |
| 3  | Royaume-Uni        |
| 3  | Hongrie            |
| 3  | Ukraine            |
| 2  | Autriche           |
| 2  | Lettonie           |
| 1  | Belgique           |
| 1  | Canada             |
| 1  | Danemark           |
| 1  | Philippines        |
| 1  | Grèce              |
| 1  | Islande            |
| 1  | Liban              |
| 1  | Mexique            |
| 1  | Nouvelle-Zélande   |
| 1  | Pays-Bas           |
| 1  | Portugal           |
| 1  | Allemagne de l'Est |
| 1  | Serbie             |
| 1  | Slovaquie          |
| 1  | Suède              |

## Lauréats

### Ireédition - 1954
non attribué

### IIeédition - 1955
- 1er prix : non attribué
- 2e prix : non attribué
- 3e prix : Luciano Vicari ( Italie)
- 4e prix : Liliane Beretti ( France) et Jean-Louis Stunrop ( Pays-Bas)

### IIIeédition - 1956
- 1er prix : György Pauk ( Hongrie) et Gérard Poulet ( France)
- 2e prix : non attribué
- 3e prix : non attribué
- 4e prix : Carmencita Lozada ( Philippines), Luciano Vicari ( Italie) et Jean-Pierre Wallez ( France)

### IVeédition - 1957
- 1er prix : non attribué
- 2e prix : Salvatore Accardo ( Italie) et Pierre Doukan ( France)
- 4e prix : Jean-Pierre Wallez ( France)
- 5e prix : non attribué
- 6e prix : non attribué

### Veédition - 1958
- 1er prix : Salvatore Accardo ( Italie)
- 2e prix : Jean-Pierre Wallez ( France)
- 3e prix : non attribué
- 4e prix : non attribué
- 5e prix : non attribué
- 6e prix : non attribué

### VIeédition - 1959
- 1er prix : Stuart Canin ( États-Unis)
- 2e prix : Saschko Gawriloff ( Allemagne)
- 3e prix : Liliane Caillon ( France)
- 4e prix : Catherine Courtois ( France)
- 5e prix : Eleonora Dell’Aquila ( Italie)
- 6e prix : Johannes Brüning ( Allemagne)

### VIIeédition - 1960
- 1er prix : non attribué
- 2e prix : Jean-Pierre Wallez ( France) et Yossef Zivoni ( Israël)
- 4e prix : Gigino Maestri ( Italie)
- 5e prix : non attribué
- 6e prix : Josef Sivo ( Autriche)

### VIIIeédition - 1961
- 1er prix : Emil Kamilarov ( Bulgarie) (Емил Камиларов)
- 2e prix : Elaine Skorodin ( États-Unis) et Carmencita Lozada ( Philippines)
- 4e prix : Bice Antonioni ( Italie) et Paulette Bedin ( France)
- 6e prix : non attribué

### IXeédition - 1962
- 1er prix : Maryvonne Le Dizes ( France)
- 2e prix : Etsuko Hirose ( Japon)
- 3e prix : Liliane Caillon ( France)
- 4e prix : Marilyn Dubow ( États-Unis)
- 5e et 6e prix : non attribués

### Xeédition - 1963
- 1er prix : Oleh Krysa ( RSS d'Ukraine)
- 2e prix : Valentin Žuk ( Union soviétique)
- 3e prix : Shizuko Ishii ( Japon)
- 4e prix : Paul Zukofsky ( États-Unis)
- 5e prix : Diana Cummings ( Royaume-Uni)
- 6e prix : Igor Politkovsky ( Union soviétique)

### XIeédition - 1964
- 1er prix : Jean-Jacques Kantorow ( France)
- 2e prix : Pierre Amoyal ( France) et Yoko Koubo ( Japon)
- 4e prix : Hisako Tokue ( Japon) et Tomotada Soh ( Japon)
- 6e prix : Antoine Goulard ( France)

### XIIeédition - 1965
- 1er prix : Victor Pikaisen ( Union soviétique)
- 2e prix : Philippe Hirschhorn ( RSS de Lettonie)
- 3e prix : Andrei Korsakov ( Union soviétique)
- 4e prix : Yoko Kubo ( Japon)
- 5e prix : Élisabeth Balmas ( France), Joshua Epstein ( Israël) et Jacques Israëlievitch ( France)

### XIIIeédition - 1966
- 1er prix : non attribué
- 2e prix : Robert Menga ( États-Unis)
- 3e prix : Isako Shinozaki ( Japon)
- 4e prix : non attribué
- 5e prix : Nikolaï Marangozov Николай Марангозов ( Bulgarie) et Kineko Okumura ( Japon)

### XIVeédition - 1967
- 1er prix : Grigori Zhislin ( Union soviétique)
- 2e prix : Vladimir Spivakov ( Union soviétique)
- 3e prix : Patrice Fontanarosa ( France)
- 4e prix : Petar Delčev Петър Делчев ( Bulgarie)
- 5e prix : Sergio Diachenko ( Union soviétique)
- 6e prix : Mikhaïl Gantvarg (de) ( Union soviétique)

### XVeédition - 1968
- 1er prix : Miriam Fried ( Israël)
- 2e prix : Hamao Fujiwara ( Japon)
- 3e prix : Gabriella Ijac ( Roumanie)
- 4e prix : Petar Delčev Петър Делчев ( Bulgarie)
- 5e prix : Masako Yanagita ( Japon)
- 6e prix : Emmanuel Krivine ( France)

### XVIeédition - 1969
- 1er prix : Gidon Kremer ( Union soviétique)
- 2e prix : Kathleen Lenski ( États-Unis)
- 3e prix : Joshua Epstein ( Israël)
- 4e prix : Isidora Schwarzberg ( Union soviétique)
- 5e prix : Sergey Kravchenko ( Union soviétique)
- 6e prix : Josef Rissin (de) ( Union soviétique)
- 7e prix : Adam Korniszewski (d) ( Pologne)

### XVIIeédition - 1970
- 1er prix : non attribué
- 2e prix : Mintcho Mintchev Минчо Минчев ( Bulgarie)
- 3e prix : Thomas Goldschmidt Egel ( Allemagne) et Michał Grabarczyk (pl) ( Pologne)
- 5e prix : Adam Korniszewski (d) ( Pologne)
- 6e prix : Keiko Wataya (Japon)

### XVIIIeédition - 1971
- 1er prix : Mose Sekler ( Union soviétique)
- 2e prix : Bogodar Kotorovych ( RSS d'Ukraine)
- 3e prix : Roswitha Randacher ( Autriche)
- 4e prix : Tadeusz Gadzina (pl) ( Pologne)
- 5e prix : Elvira Nakipbecova ( Union soviétique)
- 6e prix : Mária Bálint ( Hongrie)

### XIXeédition - 1972
- 1er prix : Eugene Fodor ( États-Unis)
- 2e prix : Yoko Sato ( Japon)
- 3e prix : Gerald Ribeiro ( Portugal)
- 4e prix : Georgi Tilev ( Bulgarie)
- 5e prix : Teresa Głąbówna (pl) ( Pologne)
- 6e prix : non attribué

### XXeédition - 1973
- 1er prix : Alexander Kramarov ( Union soviétique)
- 2e prix : Yuval Yaron ( Israël)
- 3e prix : Vania Milanova ( Bulgarie)
- 4e prix : Sungil Lee ( Corée du Sud)
- 5e prix : Giuliano Carmignola ( Italie) et Stefan Stalanowski (d) ( Pologne)

### XXIeédition - 1974
- 1er prix : non attribué
- 2e prix : Lynn Chang (en) ( États-Unis) et Eugen Sârbu (en) ( Roumanie)
- 4e prix : Rasma Lielmane ( Mexique)
- 5e prix : Josef Rissin (de) ( Allemagne /  Israël)
- 6e prix : Jean-Claude Velin ( France)
- 7e prix : Marie-France Pouillot ( France)

### XXIIeédition - 1975
- 1er prix : Yuri Korchinski ( Union soviétique)
- 2e prix : Petru Csaba ( Roumanie)
- 3e prix : non attribué
- 4e prix : non attribué
- 5e prix : non attribué
- 6e prix : Mark Fornaciari ( Italie) et Anna Wódka-Janikowska (d) ( Pologne)

### XXIIIeédition - 1976
- 1er prix : Lenuţa Ciulei ( Roumanie)
- 2e prix : Karen Eley ( États-Unis)
- 3e prix : Vladimir Nemţeanu ( Roumanie)
- 4e prix : Fudeco Takahashi ( Japon)
- 5e prix : Joanna Mądroszkiewicz (pl) ( Pologne)
- 6e prix : non attribué

### XXIVeédition - 1977
- 1er prix : Ilya Grubert ( Union soviétique)
- 2e prix : Sachiko Nakajima ( Japon)
- 3e prix : Yumi Mohri ( Japon)
- 4e prix : Edward Zienkowski ( Pologne)
- 5e prix : Alexei Tawny ( Union soviétique)
- 6e prix : Ola Rudner ( Suède)

### XXVeédition - 1978
- 1er prix : Eugen Sârbu (en) ( Roumanie)
- 2e prix : Karen Eley (USA) et Piotr Milewski ( Pologne)
- 4e prix : Takashi Shimitzu ( Japon)
- 5e prix : Berthilde Dufour ( France)
- 6e prix : Daniel Stabrawa (en) ( Pologne)

### XXVIeédition - 1979
- 1er prix : Florin Paul ( Roumanie)
- 2e prix : Yuriko Naganuma ( Japon)
- 3e prix : Alexis Galperine ( France)
- 4e prix : Mariko Senju ( Japon)
- 5e prix : Rodolfo Bonucci ( Italie)
- 6e prix : non attribué

### XXVIIeédition - 1980
- 1er prix : non attribué
- 2e prix : Niculae Tudor ( Roumanie)
- 3e prix : Sonig Tchakerian ( Italie)
- 4e prix : Eduard Wulfson (d) ( RSS de Lituanie)
- 5e prix : Mitsuko Ishii ( Japon)
- 6e prix : Daniel Stabrawa (en) ( Pologne) et Walter Bertrand ( France)

### XXVIIIeédition - 1981
- 1er prix : Ilja Kaler ( Union soviétique)
- 2e prix : Leonid Sorokov ( Union soviétique)
- 3e prix : Frank Almond ( États-Unis)
- 4e prix : Kuniko Nagata ( Japon)
- 5e prix : Mircea Călin http://www.mirceacalin.com (Roumanie)
- 6e prix : Francine Trachier ( France)

### XXIXeédition - 1982
- 1er prix : non attribué
- 2e prix : Alexander Markov ( États-Unis) et Boris Garlitsky ( Union soviétique)
- 3e prix : Sonoko Numata ( Japon)
- 4e prix : Philippe Djokic ( Canada), Maxim Fedotov ( Union soviétique) et Hiroko Suzuki ( Japon)

### XXXeédition - 1983
- 1er prix : non attribué
- 2e prix : Laurent Korcia ( France)
- 3e prix : Sung-Sic Yang ( Corée du Sud)
- 4e prix : Reiko Watanabe ( Japon)
- 5e prix : Boris Schmitz ( Allemagne)
- 6e prix : Soo-Ik Lee ( Corée du Sud) et Kazimierz Olechowski (pl) ( Pologne)

### XXXIeédition - 1984
- 1er prix : non attribué
- 2e prix : Vadim Brodski ( Union soviétique)
- 3e prix : Reiko Watanabe ( Japon)
- 4e prix : Elisa Kawaguti ( Japon)
- 5e prix : Stéphane Tran Ngoc ( France)
- 6e prix : non attribué

### XXXIIeédition - 1985
- 1er prix : Dmitri Berlinski ( Union soviétique)
- 2e prix : Mark Moghilevski ( Union soviétique)
- 3e prix : Gabriel Croitoru ( Roumanie)
- 4e prix : Anguelina Abadjieva ( Bulgarie) et Anton Kolodenko ( Union soviétique)
- 6e prix : Thomas Böttcher ( Allemagne de l'Est)

### XXXIIIeédition - 1986
- 1er prix : non attribué
- 2e prix : Reiko Watanabe ( Japon)
- 3e prix : Yuri Braginski ( Belgique)
- 4e prix : Andreas Krecher ( Allemagne)
- 5e prix : Akiko Ueda ( Japon)
- 6e prix : Jeanne-Marie Conquer (fi) ( France)

### XXXIVeédition - 1987
- 1er prix : Lü Siqing (en) ( Chine)
- 2e prix : Pavel Berman ( Union soviétique)
- 3e prix : Alexei Koshvanets ( Union soviétique)
- 4e prix : Adam Taubitz ( Pologne) et From Bologna Vincenzo ( Italie)
- 6e prix : Viktor Kuznetsov ( Union soviétique)

### XXXVeédition - 1988
- 1er prix : Leonídas Kavákos ( Grèce)
- 2e prix : Akiko Suwanai ( Japon)
- 3e prix : Eijin Nimura ( Japon)
- 4e prix : Gabriele Pieranunzi ( Italie)
- 5e prix : Pavel Pekarski ( États-Unis)
- 6e prix : Ara Malikian ( Liban/ Espagne)

### XXXVIeédition - 1989
- 1er prix : non attribué
- 2e prix : Vasko Vassilev ( Bulgarie)
- 3e prix : Oleg Pokhanovski ( Union soviétique)
- 4e prix : Anastasia Chebotarova ( Union soviétique)
- 5e prix : Tomoko Kawada ( Japon)
- 6e prix : Ilja Sekler ( Union soviétique) et Eijin Nimura ( Japon)
- Prix à la mémoire de Dr. Enrico Costa : Luca Fanfoni ( Italie)

### XXXVIIeédition - 1990
- 1er prix : Natalia Prischepenko ( Union soviétique)
- 2e prix : Chin Kim ( États-Unis)
- 3e prix : Gabriele Pieranunzi ( Italie)
- 4e prix : Graf Mourja ( Union soviétique)
- 5e prix : Roberto Cani ( Italie)
- 6e prix : Alexander Trostianski ( Union soviétique)
- Prix à la mémoire de Dr. Enrico Costa: Gabriele Pieranunzi

### XXXVIIIeédition - 1991
- 1er prix : Massimo Quarta ( Italie)
- 2e prix : Florin Croitoru ( Roumanie)
- 3e prix : Nicolas Gourbeix ( France) et Misha Keylin ( États-Unis)
- 5e prix : Yumi Makita ( Japon)
- 6e prix : Ko-Woon Yang ( Corée du Sud)
- Prix à la mémoire de Dr. Enrico Costa: Massimo Quarta

### XXXIXeédition - 1992
- 1er prix : Julia Krasko ( Russie)
- 2e prix : Michiko Kamiya ( Japon)
- 3e prix : Eijin Nimura ( Japon)
- 4e prix : Giovanni Angeleri ( Italie) et Karen Lee ( États-Unis)
- 5e prix : Ara Malikian ( Arménie)
- Prix à la mémoire de Dr. Enrico Costa: Giovanni Angeleri

### XLeédition - 1993
- 1er prix : Isabelle Faust ( Allemagne)
- 2e prix : Stefan Milenković ( Serbie)
- 3e prix : Yuka Eguchi ( Japon)
- 4e prix : Florin Ionescu-Galați ( Roumanie)
- 5e prix : Eijin Nimura ( Japon)
- 6e prix : Giovanni Angeleri ( Italie)
- Prix à la mémoire de Dr. Enrico Costa : Giovanni Angeleri
- Prix à la mémoire de Renato De Barbieri : Rachel Barton ( États-Unis)

### XLIeédition - 1994
- 1er prix : Bin Huang ( Chine)
- 2e prix : Eijin Nimura ( Japon)
- 3e prix : Dmitri Makhtine ( Russie)
- 4e prix : Stefan Milenković ( Serbie)
- 5e prix : Giovanni Angeleri ( Italie)
- 6e prix : Giacobbe Stevanato ( Italie)
- Prix à la mémoire de Dr. Enrico Costa: Giovanni Angeleri
- Prix à la mémoire de Renato De Barbieri: Bin Huang
- Friends of the Nuovo Carlo Felice Association prize: Aki Sunahara ( Japon) et Giordan Nikolitch ( Slovénie)

### XLIIeédition - 1995
- 1er prix : non attribué
- 2e prix : Alexandru Tomescu ( Roumanie)
- 3e prix : Oleg Pokhanovski ( Russie)
- 4e prix : Leor Maltinski ( Israël)
- 5e prix : Stefan Schramm ( Allemagne)
- 6e prix : Antonello Manacorda ( Italie)
- Prix spécial du jury: Anastasia Khitruk ( États-Unis)
- Prix à la mémoire de Dr. Enrico Costa: Leor Maltinski
- Prix à la mémoire de Renato De Barbieri: non attribué
- Friends of the Nuovo Carlo Felice Association prize: Stefan Schramm

### XLIIIeédition - 1996
- 1er prix : Soovin Kim ( États-Unis)
- 2e prix : Andrew Haveron ( Royaume-Uni)
- 3e prix : Ju-Young Baek ( Corée du Sud)
- 4e prix : Sergei Levitin ( Russie)
- 5e prix : Florin Croitoru ( Roumanie)
- 6e prix : Jasmine Lin ( États-Unis)
- Prix à la mémoire de Dr. Enrico Costa : Soovin Kim
- Prix à la mémoire de Renato De Barbieri : Sergei Levitin
- Friends of the Nuovo Carlo Felice Association prize : Andrew Haveron

### XLIVeédition - 1997
- 1er prix : Giovanni Angeleri ( Italie)
- 2e prix : Rodion Petrov ( Russie)
- 3e prix : Judith Ingolfsson ( Islande)
- 4e prix : Kyoko Yonemoto ( Japon)
- 5e prix : Hanako Uesato ( Japon)
- 6e prix : Maki Nagata ( Japon)
- Prix à la mémoire de Dr. Enrico Costa : Kyoko Yonemoto
- Prix à la mémoire de Renato De Barbieri : Rodion Petrov
- Friends of the Nuovo Carlo Felice Association prize : Laura Andriani ( Italie)

### XLVeédition - 1998
- 1er prix : Ilya Gringolts ( Russie)
- 2e prix : Baiba Skride ( Lettonie)
- 3e prix : Takako Yamasaki ( Japon)
- 4e prix : Misha Vitenson ( Israël)
- 5e prix : Anton Polezhayev ( États-Unis)
- 6e prix : Maki Itoi ( Japon)
- Prix à la mémoire de Dr. Enrico Costa : Ilya Gringolts
- Prix à la mémoire de Renato De Barbieri : Machiko Shimada ( Japon)
- Friends of the Nuovo Carlo Felice Association prize : Ilya Gringolts

### XLVIeédition - 1999
- 1er prix : Sayaka Shoji ( Japon)
- 2e prix : Frank Huang (en) ( Chine)
- 3e prix : Akiko Ono (ja) ( Japon)
- 4e prix : Weiyi Wang ( Chine)
- 5e prix : Emil Chudnovsky ( États-Unis)
- 6e prix : Gabriel Adorjan ( Danemark)
- Prix à la mémoire de Dr. Enrico Costa : Sayaka Shoji
- Prix à la mémoire de Mario Ruminelli : Sayaka Shoji
- Friends of the Nuovo Carlo Felice Association prize : Francisco Manara ( Italie)

### XLVIIeédition - 2000
- 1er prix : Natalia Lomeiko ( Nouvelle-Zélande/ Russie)
- 2e prix : Sayako Kusaka ( Japon)
- 3e prix : Karin Ato ( Japon) et Vadim Tchijik ( Russie)
- 5e prix : Sophie Moser ( Allemagne)
- 6e prix : Myroslava Ivanchenko ( Ukraine)
- Prix à la mémoire de Dr. Enrico Costa : Sophie Moser
- Prix à la mémoire de Renato De Barbieri : Sayako Kusaka
- Prix à la mémoire de the Mario Ruminelli : Natalia Lomeiko
- Friends of the Nuovo Carlo Felice Association prize : Vadim Tchijik

### XLVIIIeédition - 2001
- 1er prix : Mariusz Patyra (pl) ( Pologne)
- 2e prix : Minjae Kim ( Corée du Sud)
- 3e prix : Tanja Becker-Bender ( Allemagne)
- 4e prix : Jack Liebeck ( Royaume-Uni)
- 5e prix : A-Rah Shin ( Corée du Sud)
- 6e prix : Gyula Vadászi ( Hongrie)
- Prix à la mémoire de Dr. Enrico Costa : A-Rah Shin
- Prix à la mémoire de Renato De Barbieri : Mariusz Patyra (en)
- Prix à la mémoire de the Mario Ruminelli : Mariusz Patyra (en)
- Friends of the Nuovo Carlo Felice Association prize : Tanja Becker-Bender

### XLIXeédition - 2002
- 1er prix : Mengla Huang ( Chine)
- 2e prix : Maxim Brylinski ( Ukraine)
- 3e prix : Daniel Roehn ( Allemagne- Suède)
- 4e prix : Emil Chudnovski ( États-Unis) et Giulio Plotino ( Italie)
- 6e prix : Kyoko Une ( Japon)
- Prix à la mémoire de Dr. Enrico Costa: Maxim Brylinski
- Prix à la mémoire de Renato De Barbieri: Mengla Huang
- Prix à la mémoire de the Mario Ruminelli: Mengla Huang
- Friends of the Nuovo Carlo Felice Association prize: Alexis Cardenas ( Venezuela)

### Leédition - 2004
- 1er prix : non attribué
- 2e prix : Yuki Manuela Janke (ja) ( Allemagne/ Japon)
- 3e prix : Hyun On Shin ( Corée du Sud)
- 4e prix : Dalibor Karvay ( Slovaquie)
- 5e prix : Bracha Malkin ( États-Unis/ Israël)
- 6e prix : Diego Tosi (d) ( France)
- Prix à la mémoire de Renato De Barbieri : Alicia N Evans
- Prix à la mémoire de Dr. Enrico Costa : Alicia N Evans
- Prix à la mémoire de Mario Ruminelli : Yuki Manuela Janke (d)
- Friends of the Nuovo Carlo Felice Association prize : Yuki Manuela Janke

### LIeédition - 2006
- 1er prix : Feng Ning ( Chine)
- 2e prix : Yura Lee ( Corée du Sud)
- 3e prix : Rika Masato ( Japon)
- Finalistes:
  - Hyun Joo Choo ( Corée du Sud)
  - Bo-Kyung Lee ( Corée du Sud)
  - Sergey Malov ( Russie)
- Prix à la mémoire de Dr. Enrico Costa: Hyun Joo Choo
- Prix à la mémoire de the Renato De Barbeiri: Feng Ning
- Prix à la mémoire de Mario Ruminelli: Sergey Malov
- Friends of the Nuovo Carlo Felice Association prize: Feng Ning

### LIIeédition - 2008
- 1er prix : non attribué
- 2e prix : Stephanie Jeong ( États-Unis)
- 3e prix : Sean Lee ( États-Unis)
- Finalistes :
  - Francesca Dego ( Italie)
  - Evgeny Sviridov ( Russie)
- Prix à la mémoire de Dr. Enrico Costa : Francesca Dego
- Prix à la mémoire de Renato De Barbieri : Evgeny Sviridov
- Friends of Paganini Association Prix : Stephanie Jeong
- Prix à la mémoire de Mario Ruminelli : Stephanie Jeong
- Friends of the Nuovo Carlo Felice Association prize : Evgeny Sviridov

### LIIIeédition - 2010
- 1er prix : non attribué
- 2e prix : Dami Kim ( Corée du Sud)
- 3e prix : Stefan Tarara ( Allemagne)
- Finalistes :
  - Yu-Chien Tseng ( Taïwan)
  - Fédor Roudine ( France)
- Prix à la mémoire de Dr. Enrico Costa : Yu-Chien Tseng
- Friends of Paganini Association Prix : Yu-Chien Tseng
- Prix à la mémoire de Mario Ruminelli : Dami Kim
- Prix à la mémoire de Renato De Barbieri : Dami Kim
- Friends of the Nuovo Carlo Felice Association prize : Stefan Tarara

### LIVeédition - 2015
- 1er prix : In Mo Yang ( Corée du Sud)
- 2e prix : Fumika Mohri ( Japon)
- 3e prix : Albrecht Menzel ( Allemagne)
- 4e prix : Diana Pasko ( Russie)
- 5e prix : Elly Suh ( États-Unis / Corée du Sud)
- 6e prix : Dainis Medjaniks ( Lettonie)
- Prix à la mémoire du Dr Enrico Costa : In Mo Yang
- Prix à la mémoire de Mario Ruminelli : In Mo Yang
- Prix à la mémoire de Renato De Barbieri : Tan Yabing  Chine
- Friends of the Nuovo Carlo Felice Association prize : In Mo Yang

### LVeédition - 2018
Les lauréats de l'édition 2018 sont :
- 1er prix : Kevin Zhu ( États-Unis)
- 2e prix : Fédor Roudine ( France)
- 3e prix : Stephen Kim ( États-Unis)
- 4e prix : Yiliang Jiang ( Chine)
- 5e prix : Oleksandr Pushkarenko (d) ( Ukraine)
- 6e prix : Luke Hsu ( États-Unis)

### LVIeédition - 2021
Les lauréats de l'édition 2021 sont :
- 1er prix : Giuseppe Gibboni ( Italie)
- 2e prix : Nurie Chung ( Corée du Sud)
- 3e prix ex aequo : Ava Bahari (sv) ( Suède)
- 3e prix ex aequo : Lara Boschkor (de) ( Allemagne)

### LVIIeédition - 2023
Les lauréats de l'édition 2023 sont :
- 1er prix : Simon Zhu[6] ( Allemagne)
- 2e prix : Jingzhi Zhang ( Chine)
- 3e prix : Qingzhu Weng ( Chine)
- 4e prix : Hawijch Elders (en) ( Pays-Bas)
- 5e prix : Koshiro Takeuchi ( Japon)
- 6e prix : Haram Kim ( Corée du Sud)